# Smoleńska Elektrownia Atomowa

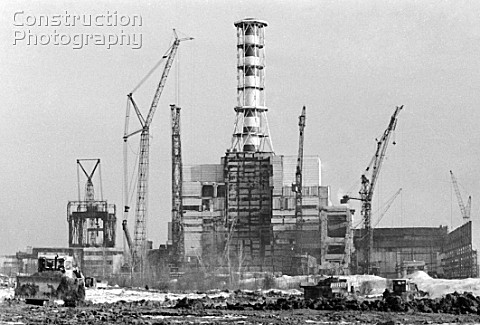
budowa 4 reaktora rok 1985

Smoleńska Elektrownia Atomowa (ros. Смоле́нская АЭС) – elektrownia jądrowa w Rosji, w obwodzie smoleńskim, około 150 km od miasta Smoleńsk, i około 320 km od Moskwy. W elektrowni znajdują się trzy reaktory RBMK-1000, o mocy maksymalnej 1 000 MW każdy. Pierwotnie zakład miał posiadać cztery bloki reaktorów, jednak budowę czwartego reaktora wstrzymano w 1986 roku, po katastrofie w Czarnobylu.
Wszystkie reaktory wyposażone są w systemy reagowania antykryzysowego, które mają za zadanie zapobieganie uwolnieniu materiałów radioaktywnych do środowiska w przypadkach poważnych wypadków. Reaktor chłodzenia bloków mieści się w hermetycznym wzmocnionym sarkofagu, wykonanym z betonu ciężkiego, mogącego wytrzymać nacisk około 4,5 kg/cm².
| Reaktor | Typ reaktora | Moc sieciowa | Pierwsza reakcja łańcuchowa | Podłączenie do sieci |
| ------- | ------------ | ------------ | --------------------------- | -------------------- |
| 1       | RBMK-1000    | 925 MW       | grudzień 1982               | wrzesień 1983        |
| 2       | RBMK-1000    | 925 MW       | maj 1985                    | lipiec 1985          |
| 3       | RBMK-1000    | 925 MW       | styczeń 1990                | październik 1990     |
| 4       | RBMK-1000    | 925 MW       | budowę przerwano w 1993     |                      |

W pobliżu znajduje się miasto Diesnogorsk wybudowane w 1974 roku specjalnie na potrzeby elektrowni.